# Bruno Alfieri
Bruno Alfieri (Napoli, 11 maggio 1927 – Milano, 1º luglio 2008) è stato un critico d'arte e editore italiano.
È stato uno dei più noti critici ed editori d'arte italiani e ha portato dall'estero in Italia artisti e designer tra cui Jackson Pollock e Le Corbusier, dando il suo contributo alla cultura dell'arte con numerose monografie su pittori italiani (tra cui Piero Dorazio e Giuseppe Santomaso) e stranieri (è sua la prima monografia pubblicata su Paul Klee) e con la pubblicazione del catalogo della Biennale d'arte di Venezia degli anni dal 1947 al 1952.

## Biografia

### Giornalista e critico d'arte
Nato a Napoli l'11 maggio 1927 e scomparso a Milano il 1º luglio 2008, figlio di Vittorio direttore della Casa Editrice Treves di Milano (poi diventata Garzanti Editore) fino al 1938 e, dal 1939, libraio-editore a Venezia.
Bruno inizia molto presto la sua carriera di giornalista e critico d'arte nel 1946 come corrispondente del "Journal de Genéve" dall'Italia occupandosi di arte, cinema e cronaca.
Fin dal 1947 è profondamente interessato alle arti visive e scrive "Paul Klee", la prima monografia sull'artista, pubblicata a Venezia da I.T.E.

### Venezia e Biennali d'arte
Nel 1948 inizia a lavorare nella casa editrice del padre, la Alfieri Edizioni d'Arte di Venezia, curando in particolare i cataloghi delle Biennali del 1948, 1950 e 1952 e alcune monografie d'arte moderna (tra cui quelli di Piero Dorazio, Osvaldo Licini, Giuseppe Santomaso) e i cataloghi delle grandi mostre di Palazzo Ducale, Ca' Rezzonico, Palazzo Grassi, Museo Correr e Palazzo Vendramin Calergi. Si occupa anche della rivista "Arte Veneta" ideata da Vittorio Alfieri nel 1947.
Nello stesso anno conosce Peggy Guggenheim e cura la pubblicazione del catalogo della sua collezione esposta alla Biennale di Venezia.
Assieme ai critici d'arte Giuseppe Marchiori e Oreste Ferrari fonda nel 1949 "Le Tre Mani", un sodalizio che intende promuovere l'arte dell'École de Paris in Italia e che organizza le mostre personali di Édouard Pignon e Anri Georges Adam.
Nel 1950, in occasione della XXV Biennale di Venezia organizza all'Ala Napoleonica di piazza S. Marco la prima mostra personale in Europa di Jackson Pollock con opere della collezione Guggenheim (riproposta nuovamente dal Museo Correr nel luglio 2002) a memoria di quella che fu l'importanza di un evento storico dal punto di vista dello sviluppo dell'arte moderna americana e dei suoi artisti in Europa.
Ne nasce una polemica con una stroncatura del settimanale Time di New York e una celebre risposta di Pollock: 
( Jackson Pollock, Letters to the Editor, in Time, 11 dicembre 1950,  p. 10.)
Per la mostra pubblica un breve catalogo di quattro pagine con il testo "Breve discorso sui quadri di Pollock".
Nello stesso anno pubblica il numero unico "L'Arte Moderna".

### Riviste e collaborazioni
Tra il 1948 e il 1954 inizia un fitto epistolario con Jean Dubuffet, allora "marchard de vins en gros" in rue Vaugirard a Parigi a proposito del suo pamphlet "L'Art brut preferee aux Arts culturels", e con Max Bill sui rapporti tra forma e funzione. Frequentazione, collaborazione e sodallizio con Giulio Carlo Argan, Sergio Bettini, Emile Langui, Paul Delvaux, Giuseppe Santomaso, Piero Dorazio, Alberto Burri, Vedova e molti altri artisti italiani e stranieri d'avanguardia.
Collabora a "Civiltà delle macchine" dal '53 al '57 diretto da Leonardo Sinisgalli, "Stile industria" diretto da Alberto Rosselli e "Comunità" rivista voluta e diretta da Adriano Olivetti, per la quale Bruno Alfieri contribuì, come consulente ed esperto, alla ricerca e allo sviluppo del suo programma culturale dedicato all'arte e al design, sodalizio che durerà diversi anni.
Nell'autunno del 1954 si trasferisce a Milano per fondare la rivista "Arte Lombarda". A seguire nel 1955 fonda e dirige con Ernst Goldschmidt la rivista d'arte contemporanea "Quadrum", edita a Bruxelles con il patrocinio del Palais des Beaux-Arts, diretto da Pierre Janlet.
È tra i fondatori dell'Associazione per il disegno industriale (ADI).
Nel 1957 nasce la rivista d'architettura internazionale "Zodiac" fondata dalle Edizioni di Comunità per iniziativa di Bruno Alfieri. La rivista è stata diretta inizialmente da un comitato composto da Adriano Olivetti (presidente) e altre importanti figure tra cui Giulio Carlo Argan, Sergio Bettini, Riccardo Musatti, Geno Pampaloni e in seguito da Renzo Zorzi.
La rivista chiude dopo le dimissioni di Bruno Alfieri nel 1963. Le ridarà vita nel 1989 Renato Minetto che ne rimane in seguito direttore ed editore, con Bruno Alfieri collaboratore editoriale per alcuni numeri.
Tra il 1959 e il 1960 dirige l'ufficio stampa della Triennale di Milano, mentre sempre nel 1959 è nella giuria del premio Compasso d'Oro anno in cui verrà premiata la mitica Fiat 500.
Nel 1960 fonda e dirige la rivista internazionale d'arte d'avanguardia "Metro", pubblicata a Milano e distribuita negli USA da George Wittenborn: la prima rivista al mondo a lanciare gli artisti americani della pop art (Rauschenberg, Jasper Johns, Roy Lichtenstein, Claes Oldenburg, Dine, ecc.). Metro cesserà la pubblicazione nel 1972. Oggi è considerata la più bella rivista d'arte d'avanguardia pubblicata, un'opera da collezione. 
Tra le altre riviste fondate e pubblicate da Bruno Alfieri vanno ricordate: "Pagina", 1962, rivista di grafica alla quale collaborano Bruno Munari, Saul Bass, Stefan Themerson, Bob Noorda, Giancarlo Iliprandi, Max Bill, Heinz Waibl, Massimo Vignelli, Pino Tovaglia, Leo Lionni, ecc. Di "Pagina" escono 6 numeri semestrali.
Si ricorda anche la rivista "Marmo", 1963 - 1965 e la più nota rivista di architettura "Lotus" (nome preso dalla nota casa automobilistica che allora correva in Formula 1) che cederà poi alla casa editrice Electa nel 1973. Lotus pubblicherà per prima il famoso saggio "Learning from Las Vegas" di Robert Venturi, edito successivamente come libro da George Wittenborn.
Nel 1967 torna a Venezia e assume la direzione della Alfieri Edizioni d'Arte aprendo in contemporanea la Libreria Alfieri (ex Serenissima) assieme alla moglie Luisa.
Nel 1973 cede la casa editrice alla Electa di Milano di cui diventa vice presidente fino al 1979. Ne dirige anche la Alfieri Edizioni d'Arte, la divisione periodici e l'ufficio di Roma.
Tra il 1976 e il 1978 è direttore del mensile Interni.

### Automobilia
Dopo la Alfieri di Venezia fonda a Milano nel 1979 la nota casa editrice Automobilia "Società per la Storia e l'immagine dell'Automobile" e lascia definitivamente l'Electa. Con Automobilia pubblica numerosi saggi e cataloghi ragionati sulle note case automobilistiche come la Ferrari, per la quale pubblica in esclusiva per diversi anni grazie all'appoggio diretto di Enzo Ferrari, l'Alfa Romeo, Lancia, Maserati, Mercedes, Porsche, Lamborghini, Jaguar, Abarth, ecc. Pubblica inoltre cataloghi ragionati sui più noti carrozzieri Italiani: Pininfarina, Giugiaro/ItalDesign, Ghia. Negli anni a venire fonda le riviste "Le Grandi automobili"(1983-2005) e "Ferrarissima"(semestrale 1984-2006) considerata la migliore rivista sulla casa di Maranello, successivamente "Rivista Lamborghini" (1988-1991) e "Zuffenhausen" dedicata al marchio Porsche (2005-2006).
Nel 1993 fonda il premio internazionale "L'Automobile più Bella del Mondo" dedicato alla bellezza dell'automobile con una giuria di eccezione tra cui Gillo Dorfles, Piero Dorazio, Gianni Berengo Gardin (amico storico), Massimo Vignelli, Vico Magistretti e molti altri.

### Mostre
Dal 1996, sempre con Automobilia, dà vita a importanti progetti dedicati al car design, tra cui le mostre Colore in Movimento e Sculture in Movimento (1997), seguite successivamente dalla mostra annuale Design in Movimento (1999), anch’essa dedicata al car design e ai centri stile. Tutte le mostre sono state allestite presso la Triennale di Milano in concomitanza con il premio internazionale L’Automobile più Bella del Mondo, con allestimenti, cataloghi e progetto grafico curati dalla figlia Verde.
Nel settembre 2002 si tiene la mostra The Italian Avant-garde in Car Design, organizzata all'Armory di New York, curata da Massimo Vignelli e allestita da Benedetto Camerana, in collaborazione con la figlia Verde, Art Director e Direttore di Produzione della casa editrice Automobilia fin dal 1996.
Bruno Alfieri scompare a Milano il 1º luglio 2008 pochi giorni prima dell'inaugurazione della mostra "Conrad Marca-Relli e l'Espressionismo Astratto Americano", da lui voluta, patrocinata dal Comune di Milano e in collaborazione con L'Archivio Marca-Relli di Parma, progetto portato a termine dalla figlia Verde.
Dalla moglie Luisa (Pistoia 1936 - Milano 2000) ha avuto due figli: Ippolito (Milano 1966) e Verde (Venezia 1969).